# 洲仔镇
洲仔镇，是中华人民共和国广东省肇庆市广宁县下辖的一个乡镇级行政单位。

## 行政区划
洲仔镇下辖以下地区：
洲仔社区、金场村、仓丰村、务水村、良村、白沙村和清桂村。